# Шведская Ингерманландия

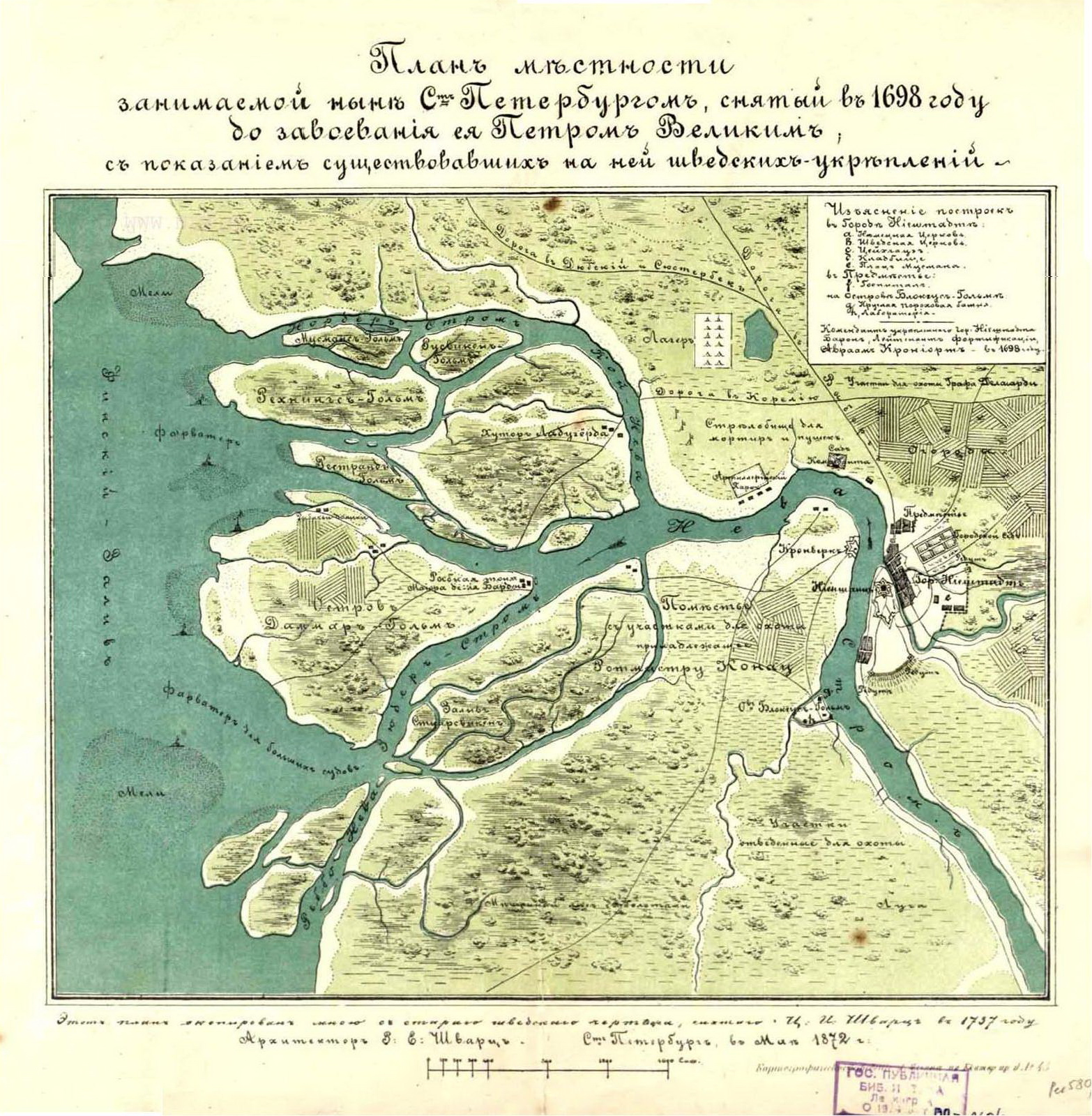
План местности, на которой был построен Петербург. Составлен комендантом крепости Ниеншанц Авраамом Крониортом в 1698 году

Генеральная карта провинции Ингерманландия. Составлена Эриком Белингом и Андерсом Андерсином. 1704 год

Шве́дская Ингерманла́ндия или Шве́дская И́нгрия (швед. Svenska Ingermanland, в русскоязычных источниках может именоваться Ижорской землёй) — владение Швеции эпохи великодержавия, существовавшее с 1583 (Плюсское перемирие) по 1595 (Тявзинский мир) годы, а затем с 1617 по 1721 годы, после чего эта территория вошла в состав Российской империи по Ништадтскому миру.

## История
Швеция впервые заняла Ингерманландию в ходе Ливонской войны. Присоединение к Швеции шло в несколько этапов. Северная и Центральная Ингерманландия были завоёваны в 1581 году шведским полководцем Понтусом Делагарди, после чего шведский король Юхан III добавил к своему имени титул «Великий князь Ингерманландии». Эти территории стали владением Швеции (швед. Svenska besittningar) после заключения Плюсского перемирия 1583 года. В отличие от провинций, Ингерманландия обладала статусом завоёванной территории и находилась под властью генерал-губернатора, который подчинялся напрямую королю. Русское царство сохранило за собой лишь Ореховский уезд и узкий выход к морю в устье Невы от реки Стрелки до реки Сестры. Под власть Швеции отошли крепости Нарва, Ивангород, Ям и Копорье, однако территориальные уступки в тексте перемирия зафиксированы не были.
В 1590 году военные действия возобновились. В 1595 году Русское царство вернуло себе контроль над Ингерманландией после заключения Тявзинского мирного договора, завершившего русско-шведскую войну 1590—1595 годов, однако данный договор не был ратифицирован русской стороной до заключения в 1609 году в Выборге нового соглашения со Швецией, так называемого Выборгского трактата. В 1591 году шведы дважды вторгались в Ижорскую землю, но отступили, ничего не завоевав.
В 1609 году, пытаясь при помощи шведов изгнать с русской территории польские войска и «тушинского вора», царь Василий Шуйский заключил со Швецией Выборгский договор, по которому в обмен на военную помощь обещал передать шведскому королю Корельский уезд. Шведские войска сражались на стороне царя Василия Шуйского, однако после ряда поражений от поляков, обвиняя русскую сторону в неисполнении договора, шведский отряд Якоба Делагарди ушёл из России и, пользуясь неустройствами Смутного времени, оккупировал Ингерманландию и Новгород. Новый царь Михаил Фёдорович вынужден был уступить Швеции четыре уезда Водской пятины по Столбовскому мирному договору 1617 года и отречься в титуле от Ижорских земель, передав их в титул королю Швеции.
Столбовский мир 1617 года узаконил официальное название этой земли — Ингерманландия. С приходом шведов начался массовый отъезд жителей в Россию, хотя право переселения из Швеции имели только монахи, дворяне и ремесленники, а не крестьяне. Согласно условиям договора дворянам, детям боярским, посадским людям и черному духовенству было разрешено в двухнедельный срок после объявления мира перейти в Россию. Прочие жители, в том числе и белое духовенство, которое было обязано окормлять оставшихся православных, должны были оставаться в пределах мест расселения. Договор указывал, что «русским уездным попам и пашенным людям… оттоле не выходить, и со своими женами и с детьми, и с домочадцами остатись тут, и жить под Свейской короной…».
Ингерманландия была опустошена и разорена войной. Первое время земли новой провинции фактически сдавались в аренду частным лицам. Например, Якобу Делагарди в 1618 году были отданы под залог на 6 лет Ореховский и Кексгольмский лены, со всеми казёнными правами и доходами. Ям, Копорье и Ивангородский лен были отданы в аренду наместнику Богуславу Розену.
В 1611 году в Ингерманландии был основан старейший лютеранский приход Лемпаала. Со времени формирования общины и лютеранской церкви берёт своё начало идентификация ингерманландских крестьян. Сильное «вливание» финноязычного материала происходит, когда из Восточной Финляндии и с Карельского перешейка шведская администрация начала переселять на опустевшие, но пригодные для возделывания земли савакотов и эурямёйсет. Коренным жителям разрешалось заниматься торговлей только при условии перехода в лютеранство, активная лютеранская пропаганда велась среди православных ижор и вожан. Количество православных церквей в Ингерманландии сократилось с 48 в 1630 году до 20 в 1655. К 1656 году в Ингерманландии осталось лишь семь православных священников. С 1681 года главой лютеранской церкви в Ингерманландии стал Ю. Гезелиус-младший. Его деятельность на этом посту прежде всего была связана с попытками обратить водское и ижорское население в лоно лютеранской церкви.
Ингерманландия состояла из трёх ленов — Нотеборгского, Копорского и Ямского, а также города-крепости Нарвы и нескольких деревень Нарвского лена, исключённых из состава шведской Эстляндии. Город Нарва был выведен шведами из состава Эстляндии и стал административным центром провинции Ингерманландия. Первый суперинтендент Ингерманландии Генрих Шталь пытался в начале 1640-х годов учредить в Нарве гимназию. Города Ивангород, Ям (ныне Кингисепп), Копорье и Нотебург (сейчас Шлиссельбург) стали центрами шведских ленов. Такое административное деление, по сути, в точности повторяло русское деление на уезды. Торговым и административным центром Шведской Ингерманландии с 1642 года стал город Ниен при крепости Ниеншанц (ныне территория Санкт-Петербурга), а с 1656 года местом пребывания генерал-губернатора вновь стал город Нарва.
Рубежами, которые ограничили территорию Ингерманландии в XVII веке, служили: на западе река Нарва (Нарова), на Карельском перешейке река Сестра, на востоке — берег Ладожского озера и река Лава, а на юге — река Луга и сложная линия разграничения, согласованная «полномочными межевальными послами» и маркированная просеками и пограничными знаками, нанесёнными на камнях и деревьях. Южная граница с Русским царством между деревнями Вяз и Муравейно (совр. урочище Муравейно), расположенными на реке Луга поворачивала на восток к реке Кемка, поднималась по ней до упразднённой в 2004 году деревни Липово, затем шла по реке Ящера между деревнями Сорочкино и Низовская. Далее по реке Лутинка граница шла на север к месту расположения современного посёлка Дивенский, а от него на северо-восток к Орлинскому озеру, мимо деревень Заозерье, Остров и села Орлино к посёлку Дружная Горка. После этого от деревни Кургино граница поворачивала на восток: через посёлок Слудицы к деревне Борисово на реке Оредеж, затем мимо деревень Малые Слудицы и Большие Слудицы к месту впадения реки Еглинка в реку Тосна у деревни Гришкино и далее к верховьям реки Лава.
В середине XVII века немецкий путешественник Адам Олеарий, проезжая через шведскую Ингерманландию, зарисовал для своей книги православные кладбища и монастыри с исчезнувшими ныне формами крестов. Территория Ингерманландии оставалась малозаселённой. Из-за повинностей и начавшихся религиозных притеснений православное население покидало пределы шведской провинции. Уже к началу 1620-х годов в Ивангородском, Копорском, Ямском ленах опустело 60 % деревень. В 1664 году в регионе проживало около 15 тысяч человек. В опустошённой войной Ингерманландии шведы проводили активную переселенческую политику. Началось переселение на свободные земли крестьян с Карельского перешейка, из привыборгских уездов и провинции Саво. Часть ингерманландских земель была разделена между представителями знати и приближёнными короля, на чьи новые поместья началась активная высылка провинившихся шведских подданных.
Опустевшие земли Ингерманландии заселялись также колонистами из Северной Германии: в крупных городах Ниен и Копорье селились немецкие дворяне, купцы и ремесленники. В шведский период в Ингерманландии было основано 25 лютеранских приходов. В 1655 году в Ингерманландии насчитывалось уже 58 общин, 36 церквей и 42 пастора. В 1690 году вышло положение, согласно которому в каждом приходе должна была иметься крестьянская школа. К концу XVII века население Ингерманландии равнялось 40—45 тысячам человек, из них доля лютеранского населения составляла 70-75 %.
В начале XVIII века территория Ингерманландии была отвоёвана Россией во время Северной войны. В 1703 году на этой территории был основан Санкт-Петербург — новая столица Российской империи. Фактически Ингерманландия перешла к России в 1704 году, но формально она по-прежнему входила в состав Швеции, её завоевание официально было оформлено лишь Ништадтским миром 1721 года.

## Списокгенерал-губернаторовИнгерманландии
- Иоганн Бенгтсон Шютте (1629—1634) — генерал-губернатор Лифляндии, Ингерманландии и Карелии
- Бенгт Бенгтссон Оксеншерна (1634—1642) — генерал-губернатор Лифляндии и Ингерманландии
- Эрик Юлленшерна (1642—1651)
- Эрик Стенбок (1651—1654)
- барон Густав Эвертсон Горн аф Мариенборг (1654—1659)
- Симон Грундель Хельмфельдт (1659—1666 и 1668—1673)
- Яков Иоганн Таубе (1666—1668, 1673—1681)
- Мартин Шульц (1681—1682)
- Ханс фон Ферзен (1682—1683)
- граф Йеран Сперлинг (1683—1691)
- Отто Вильгельм фон Ферзен (1691—1698)
- граф Отто Веллинг (1698—1703?) — генерал от кавалерии и командующий шведской армии в Лифляндии и Ингерманландии

## СписоксуперинтендантовНарвы и Ингерманландии
- Генрих Шталь (1641—1657)
- Иоганн Рудбек-младший (1658—1663)
- Петр Броммиус (1663—1664)
- Саломон Матье (1664—1665)
- Абрахам Таувониус (1666—1672)
- Эрик Альбогиус (1673—1678)
- Петр Бонг (1678—1681)
- Иоганн Гезеллий-младший (1681—1688)
- Яков Ланге (1688—1700)
- Николай Бергиус (1700—1701)
- Иоганн Рунгиус (1701—1704)